# Virtus Entella 2014-2015
Questa voce raccoglie le informazioni riguardanti la Virtus Entella nelle competizioni ufficiali della stagione 2014-2015.

## Stagione
Nella prima stagione nel campionato cadetto l'Entella si mantiene in zona salvezza in classifica. Il 14 marzo si scatena una bufera per un foglietto ritrovato nei pressi della panchina biancoceleste al termine di Frosinone-Entella 3-3 con scritto "92° segniamo su rigore"; il Frosinone subito si appella alla Procura Federale ma l'Entella il giorno seguente chiarisce che il fogliettino caduto è il proseguimento del report match scritto su un altro foglio da parte del team manager Podestà. Il 16 marzo a Bruxelles viene posto in stato di fermo il presidente Gozzi con l'accusa di corruzione nell'ambito di un'inchiesta su una presunta tangente da 20.000 pagata al premier del Congo Muzito tramite Serge Kubla, ex ministro belga e dal 2009 consulente della Duferco, società di Gozzi.
I due vengono rilasciati due giorni dopo.
Il campionato viene chiuso al quart'ultimo posto, in zona play-out. Agli spareggi per la permanenza in Serie B prevale il Modena, grazie a due pareggi a fronte di un miglior piazzamento classifica. Tuttavia, il 29 agosto 2015 l'Entella viene ripescata per via della retrocessione d'ufficio inflitta al Catania.

## Divise e sponsor
Il fornitore ufficiale di materiale tecnico è Acerbis (che sostituisce così Erreà) mentre lo sponsor di maglia è Due Energie-Duferco Group. Il 7 marzo 2015, in occasione della partita di campionato contro il Cittadella i numeri di maglia dei giocatori dell'Entella furono composti da fotografie raffiguranti i volti di 2000 tifosi.
| Casa | Trasferta | Terza divisa |

## Organigramma societario
Area direttiva
- Presidente: Antonio Gozzi
- Presidente onorario: Silvio Risaliti
- Vicepresidenti: Walter Alvisi e Salvatore Fiumanò
- Direttore generale: Matteo Matteazzi
- Responsabile amministrazione finanza e controllo: Giovanna Muncipinto

Area gestionale
- Segretario generale: Giuliano Esposto
- Segreteria: Andrea Molinari
- Amministrazione: Simona Gamba
- Consulenza: Studio Lavagnino
- Cassiere: Luca Zignaigo
- Delegato sicurezza: Andrea Mei
- Vice-delegato sicurezza: Giacomo Cidale
- Biglietteria: Andrea Solari

Area commerciale
- Responsabile marketing: Sergio Rossi
- Commerciale: Paola Gotelli, Angelica Carboni, Michael Rolandelli, Emanuele Cuppini

Area comunicazione
- Consulente comunicazione: Renato Bodi
- Ufficio stampa: Marco Bianchi e Fabrizio De Longis
- Web e social network: Filippo Montelatici
- Grafica: Raffaella Vernazza e Mara Musso
- Fotografia: Roberto Traversi e Luca Sanguineti
- Video: Guia Croce

Area tecnica
- Direttore sportivo: Matteo Superbi
- Responsabile settore giovanile: Manuel Montali
- Responsabile area tecnica e formazione: Andrea Grammatica
- Segreteria settore giovanile: Loris Bolzoni
- Allenatore: Alfredo Aglietti
- Allenatore in seconda: Simone Masi
- Preparatore dei portieri: Sergio Porcù
- Preparatori atletici: Daniele Sorbello e Sandro Farina
- Responsabile sanitario: Lorenzo Marugo
- Medico sanitario: Riccardo Saporiti
- Operatore sanitario: Roberto Galli
- Fisioterapista: Remigio Del Sole, Stefano Castello, Alessio Maffei
- Team Manager: Maurizio Podestà
- Dirigente logistica: Delio Lagomarsino
- Addetto agli arbitri: Agostino Prestileo

## Rosa
| N. |                        | Ruolo | Calciatore                    |
| -- | ---------------------- | ----- | ----------------------------- |
| 1  | Italia (bandiera)      | P     | Andrea Paroni                 |
| 2  | Italia (bandiera)      | D     | Simone Iacoponi               |
| 3  | Italia (bandiera)      | D     | Luca Cecchini                 |
| 4  | Italia (bandiera)      | C     | Gennaro Volpe (capitano)      |
| 5  | Italia (bandiera)      | D     | Michele Russo (vice capitano) |
| 6  | Italia (bandiera)      | C     | Francesco Di Tacchio          |
| 7  | Italia (bandiera)      | C     | Lorenzo Staiti                |
| 8  | Italia (bandiera)      | C     | Michele Troiano               |
| 9  | Italia (bandiera)      | A     | Marco Sansovini               |
| 9  | Italia (bandiera)      | A     | Ferdinando Sforzini           |
| 10 | Italia (bandiera)      | C     | Andrea Mazzarani              |
| 11 | Italia (bandiera)      | A     | Stefano Moreo                 |
| 12 | Paesi Bassi (bandiera) | P     | Maarten Van Der Want          |
| 13 | Italia (bandiera)      | A     | Francesco Zottino             |
| 14 | Francia (bandiera)     | A     | Mickaël Latour                |
| 15 | Italia (bandiera)      | D     | Valerio Zigrossi              |
| 16 | Brasile (bandiera)     | D     | César                         |
| 17 | Portogallo (bandiera)  | C     | Pedro Costa Ferreira          |
| 18 | Italia (bandiera)      | A     | Gianluca Litteri              |
| 18 | Italia (bandiera)      | A     | Gaetano Masucci               |
| 19 | Italia (bandiera)      | D     | Leandro Rinaudo               |

| N. |                     | Ruolo | Calciatore          |
| -- | ------------------- | ----- | ------------------- |
| 19 | Italia (bandiera)   | A     | Antonio Rozzi       |
| 20 | Italia (bandiera)   | A     | Eric Lanini         |
| 21 | Italia (bandiera)   | C     | Paolo Valagussa     |
| 22 | Italia (bandiera)   | P     | Ivan Pelizzoli      |
| 23 | Italia (bandiera)   | C     | Stefano Botta       |
| 24 | Italia (bandiera)   | D     | Francesco Belli     |
| 25 | Italia (bandiera)   | D     | Ivano Baldanzeddu   |
| 26 | Italia (bandiera)   | C     | Fausto Coppola      |
| 28 | Italia (bandiera)   | C     | Fabio Gerli         |
| 27 | Svizzera (bandiera) | A     | Cephas Malele       |
| 27 | Italia (bandiera)   | D     | Alessandro Ligi     |
| 29 | Mali (bandiera)     | D     | Cheick Keita        |
| 30 | Polonia (bandiera)  | D     | Mateusz Lewandowski |
| 31 | Italia (bandiera)   | D     | Agostino Camigliano |
| 31 | Italia (bandiera)   | A     | Aniello Cutolo      |
| 32 | Italia (bandiera)   | C     | Cristian Battocchio |
| 33 | Italia (bandiera)   | D     | Nicola Stefanelli   |
| 34 | Italia (bandiera)   | P     | Aladin Ayoub        |
| 35 | Italia (bandiera)   | D     | Stefano Lanini      |
| 36 | Italia (bandiera)   | P     | Achille Coser       |

## Risultati

### Serie B

#### Girone di andata
| Arbitro: | Baracani (Firenze) |

|  |           |                       |
|  | Marcatori | 66’ Caputo 89’ Galano |

| Arbitro: | Merchiori (Ferrara) |

|           |           |              |
| Cacia 54’ | Marcatori | 2’ Sansovini |

| Arbitro: | Roca (Foggia) |

|  |           |               |
|  | Marcatori | 77’ Di Cesare |

| Arbitro: | Pasqua (Tivoli) |

|               |           |  |
| Catellani 38’ | Marcatori |  |

| Arbitro: | Sacchi (Macerata) |

|                                    |           |                    |
| M. Mancosu 66’ (rig.) G. Abate 86’ | Marcatori | 37’, 73’ Sansovini |

| Arbitro: | Mariani (Aprilia) |

|                       |           |  |
| César 30’ Troiano 72’ | Marcatori |  |

| Arbitro: | Pairetto (Nichelino) |

|                                    |           |  |
| Maniero 36’, 52’, 59’ Pasquato 83’ | Marcatori |  |

| Arbitro: | Gavillucci (Latina) |

|                            |           |             |
| Lanini 27’ S. Iacoponi 68’ | Marcatori | 49’ Bojinov |

| Arbitro: | Di Paolo (Avezzano) |

|  |           |           |
|  | Marcatori | 17’ Botta |

| Arbitro: | Candussio (Cervignano del Friuli) |

|              |           |  |
| Ferreira 68’ | Marcatori |  |

| Arbitro: | Fabbri (Ravenna) |

|                                                                   |           |            |
| Escalante 23’ Rinaudo 55’ Sauro 81’ Martinho 88’ Marcelinho 90+3’ | Marcatori | 76’ Lanini |

| Chiavari 1º novembre 2014, ore 15:00 CET 12ª giornata | Virtus Entella         | 0 – 0 | Virtus Lanciano | Stadio comunale (1 634 spett.)\| Arbitro: \| Manganiello (Pinerolo) \| |
| Arbitro:                                              | Manganiello (Pinerolo) |       |                 |                                                                        |

| Arbitro: | Chiffi (Padova) |

|                             |           |               |
| Falcinelli 13’ Parigini 34’ | Marcatori | 25’ Sansovini |

| Arbitro: | Abbattista (Molfetta) |

|             |           |            |
| Litteri 40’ | Marcatori | 11’ Zoboli |

| Arbitro: | Ros (Pordenone) |

|                         |           |  |
| Scavone 12’ Fabiano 66’ | Marcatori |  |

| Chiavari 29 novembre 2014, ore 15:00 CET 16ª giornata | Virtus Entella  | 0 – 0 | Avellino | Stadio comunale (1 836 spett.)\| Arbitro: \| Pezzuto (Lecce) \| |
| Arbitro:                                              | Pezzuto (Lecce) |       |          |                                                                 |

| Arbitro: | Aureliano (Bologna) |

|                         |           |                              |
| Falcone 45’ Pereira 78’ | Marcatori | 12’ S. Iacoponi 18’ M. Russo |

| Arbitro: | Ripa (Nocera Inferiore) |

|                            |           |           |
| Mazzarani 15’ Cecchini 61’ | Marcatori | 88’ Cocco |

| Arbitro: | Pairetto (Nichelino) |

|               |           |               |
| Mazzarani 56’ | Marcatori | 69’ Gǎlǎbinov |

| Arbitro: | Baracani (Firenze) |

|           |           |               |
| Crimi 37’ | Marcatori | 36’ Mazzarani |

| Arbitro: | Saia (Palermo) |

|               |           |             |
| Mazzarani 34’ | Marcatori | 54’ Claiton |

### Girone di ritorno
| Bari 17 gennaio 2015, ore 15:00 CET 22ª giornata | Bari            | 0 – 0 | Virtus Entella | Stadio San Nicola (17 035 spett.)\| Arbitro: \| La Penna (Roma) \| |
| Arbitro:                                         | La Penna (Roma) |       |                |                                                                    |

| Arbitro: | Gavillucci (Latina) |

|               |           |                                   |
| Mazzarani 41’ | Marcatori | 45’ Oikonomou 48’ (aut.) M. Russo |

| Arbitro: | Nasca (Bari) |

|                       |           |  |
| Benali 16’ Corvia 77’ | Marcatori |  |

| Arbitro: | Maresca (Napoli) |

|              |           |  |
| Sforzini 86’ | Marcatori |  |

| Arbitro: | Manganiello (Pinerolo) |

|            |           |              |
| Cutolo 52’ | Marcatori | 25’ G. Abate |

| Carpi 21 febbraio 2015, ore 15:00 CET 27ª giornata | Carpi           | 0 – 0 | Virtus Entella | Stadio Sandro Cabassi (2 513 spett.)\| Arbitro: \| Ros (Pordenone) \| |
| Arbitro:                                           | Ros (Pordenone) |       |                |                                                                       |

| Arbitro: | Ripa (Nocera Inferiore) |

|                        |           |                                                        |
| Lanini 28’ Masucci 80’ | Marcatori | 11’, 13’, 62’ Sansovini 45+1’ Bjarnason 67’ Melchiorri |

| Arbitro: | Chiffi (Padova) |

|  |           |              |
|  | Marcatori | 15’ Sforzini |

| Arbitro: | Mariani (Aprilia) |

|                         |           |             |
| Staiti 20’ Ferreira 80’ | Marcatori | 83’ Coralli |

| Arbitro: | Aureliano (Bologna) |

|                            |           |                                 |
| Dionisi 67’ D. Ciofani 41’ | Marcatori | 14’, 33’, 90+2’ (rig.) Sforzini |

| Arbitro: | Pinzani (Empoli) |

|                  |           |  |
| Masucci 17’, 33’ | Marcatori |  |

| Arbitro: | Abbattista (Molfetta) |

|            |           |  |
| Grossi 77’ | Marcatori |  |

| Arbitro: | Abisso (Palermo) |

|  |           |                              |
|  | Marcatori | 35’ Ardemagni 78’ Falcinelli |

| Arbitro: | Maresca (Napoli) |

|                             |           |  |
| Signori 20’ Garritano 45+2’ | Marcatori |  |

| Chiavari 18 aprile 2015, ore 20:30 CEST 36ª giornata | Virtus Entella  | 0 – 0 | Pro Vercelli | Stadio comunale (2 695 spett.)\| Arbitro: \| Chiffi (Padova) \| |
| Arbitro:                                             | Chiffi (Padova) |       |              |                                                                 |

| Arbitro: | Saia (Palermo) |

|              |           |            |
| Pisacane 27’ | Marcatori | 59’ Cutolo |

| Arbitro: | Ros (Pordenone) |

|  |           |              |
|  | Marcatori | 46’ L. Forte |

| Vicenza 2 maggio 2015, ore 15:00 CEST 39ª giornata | Vicenza        | 0 – 0 | Virtus Entella | Stadio Romeo Menti (9 461 spett.)\| Arbitro: \| Saia (Palermo) \| |
| Arbitro:                                           | Saia (Palermo) |       |                |                                                                   |

| Arbitro: | Candussio (Cervignano del Friuli) |

|                               |           |               |
| Vantaggiato 73’ Jelenic 90+2’ | Marcatori | 67’ Mazzarani |

| Arbitro: | Pinzani (Empoli) |

|                          |           |  |
| Troiano 6’ Mazzarani 74’ | Marcatori |  |

| Crotone 22 maggio 2015, ore 20:30 CEST 42ª giornata | Crotone          | 0 – 0 | Virtus Entella | Stadio Ezio Scida (8 500 spett.)\| Arbitro: \| Fabbri (Ravenna) \| |
| Arbitro:                                            | Fabbri (Ravenna) |       |                |                                                                    |

#### Play-out
| Arbitro: | Mariani (Aprilia) |

|                         |           |                    |
| Ferreira 25’ Staiti 39’ | Marcatori | 41’, 66’ Garritano |

| Arbitro: | Pinzani (Empoli) |

|                     |           |               |
| Granoche 25’ (rig.) | Marcatori | 36’ Mazzarani |

### Coppa Italia

#### Turni preliminari
| Arbitro: | Pinzani (Empoli) |

|                                                  |                      |                                                     |
| Mazzarani 2’ Moreo 37’                           | Marcatori            | 28’ Doninelli 48’ Marotta                           |
| Troiano César Latour Russo Ferreira Malele Botta | Tiri di rigore 5 – 4 | Doninelli Lucioni Montini Som Marotta Celjak Melara |

| Arbitro: | Mazzoleni (Bergamo) |

|                  |           |  |
| Neto Pereira 90’ | Marcatori |  |